# Fußball-Weltmeisterschaft 1934/Endrunde
Dieser Artikel behandelt die Endrundenspiele der Fußball-Weltmeisterschaft 1934 in Italien.

## Spielplan
|  | Achtelfinale       | Achtelfinale       |                    |             | Viertelfinale    | Viertelfinale |  |  | Halbfinale | Halbfinale |  |  | Finale | Finale |
|  |                    |                    |                    |             |                  |               |  |  |            |            |  |  |        |        |
|  |                    |                    |                    |             |                  |               |  |  |            |            |  |  |        |        |
|  | Österreich         | 131                |                    |             |                  |               |  |  |            |            |  |  |        |        |
|  | Österreich         | 131                |                    |             |                  |               |  |  |            |            |  |  |        |        |
|  | Frankreich         | 2                  |                    |             |                  |               |  |  |            |            |  |  |        |        |
|  | Frankreich         | 2                  | Österreich         | 2           |                  |               |  |  |            |            |  |  |        |        |
|  |                    |                    | Österreich         | 2           |                  |               |  |  |            |            |  |  |        |        |
|  |                    | Ungarn             | 1                  |             |                  |               |  |  |            |            |  |  |        |        |
|  | Ungarn             | Ungarn             | 1                  | 4           |                  |               |  |  |            |            |  |  |        |        |
|  | Ungarn             |                    |                    | 4           |                  |               |  |  |            |            |  |  |        |        |
|  | Ägypten            | 2                  |                    |             |                  |               |  |  |            |            |  |  |        |        |
|  | Ägypten            | 2                  | Österreich         | 0           |                  |               |  |  |            |            |  |  |        |        |
|  |                    |                    | Österreich         | 0           |                  |               |  |  |            |            |  |  |        |        |
|  |                    | Königreich Italien | 1                  |             |                  |               |  |  |            |            |  |  |        |        |
|  | Königreich Italien | Königreich Italien | 1                  | 7           |                  |               |  |  |            |            |  |  |        |        |
|  | Königreich Italien |                    |                    | 7           |                  |               |  |  |            |            |  |  |        |        |
|  | Vereinigte Staaten | 1                  |                    |             |                  |               |  |  |            |            |  |  |        |        |
|  | Vereinigte Staaten | 1                  | Königreich Italien | 2(1) 12     |                  |               |  |  |            |            |  |  |        |        |
|  |                    |                    | Königreich Italien | 2(1) 12     |                  |               |  |  |            |            |  |  |        |        |
|  |                    | Spanien            | (1) 0              |             |                  |               |  |  |            |            |  |  |        |        |
|  | Spanien            | Spanien            | (1) 0              | 3           |                  |               |  |  |            |            |  |  |        |        |
|  | Spanien            |                    |                    | 3           |                  |               |  |  |            |            |  |  |        |        |
|  | Brasilien          | 1                  |                    |             |                  |               |  |  |            |            |  |  |        |        |
|  | Brasilien          | 1                  | Königreich Italien | 2¹          |                  |               |  |  |            |            |  |  |        |        |
|  |                    |                    | Königreich Italien | 2¹          |                  |               |  |  |            |            |  |  |        |        |
|  |                    | Tschechoslowakei   | 1                  |             |                  |               |  |  |            |            |  |  |        |        |
|  | Deutschland        | Tschechoslowakei   | 1                  | 5           |                  |               |  |  |            |            |  |  |        |        |
|  | Deutschland        |                    |                    | 5           |                  |               |  |  |            |            |  |  |        |        |
|  | Belgien            | 2                  |                    |             |                  |               |  |  |            |            |  |  |        |        |
|  | Belgien            | 2                  | Deutschland        | 2           |                  |               |  |  |            |            |  |  |        |        |
|  |                    |                    | Deutschland        | 2           |                  |               |  |  |            |            |  |  |        |        |
|  |                    | Schweden           | 1                  |             |                  |               |  |  |            |            |  |  |        |        |
|  | Schweden           | Schweden           | 1                  | 3           |                  |               |  |  |            |            |  |  |        |        |
|  | Schweden           |                    |                    | 3           |                  |               |  |  |            |            |  |  |        |        |
|  | Argentinien        | 2                  |                    |             |                  |               |  |  |            |            |  |  |        |        |
|  | Argentinien        | 2                  | Deutschland        | 1           |                  |               |  |  |            |            |  |  |        |        |
|  |                    |                    | Deutschland        | 1           |                  |               |  |  |            |            |  |  |        |        |
|  |                    | Tschechoslowakei   | 3                  |             |                  |               |  |  |            |            |  |  |        |        |
|  | Tschechoslowakei   | Tschechoslowakei   | 3                  | 2           |                  |               |  |  |            |            |  |  |        |        |
|  | Tschechoslowakei   |                    |                    | 2           |                  |               |  |  |            |            |  |  |        |        |
|  | Rumänien           | 1                  |                    |             |                  |               |  |  |            |            |  |  |        |        |
|  | Rumänien           | 1                  | Tschechoslowakei   | 3           |                  |               |  |  |            |            |  |  |        |        |
|  |                    |                    | Tschechoslowakei   | 3           | Spiel um Platz 3 |               |  |  |            |            |  |  |        |        |
|  |                    | Schweiz            | 2                  |             |                  |               |  |  |            |            |  |  |        |        |
|  | Schweiz            | Schweiz            | 2                  | 3           | Österreich       | 2             |  |  |            |            |  |  |        |        |
|  | Schweiz            |                    |                    | 3           | Österreich       | 2             |  |  |            |            |  |  |        |        |
|  | Niederlande        | 2                  |                    | Deutschland | 3                |               |  |  |            |            |  |  |        |        |

1 Sieg nach Verlängerung
2 Sieg im Wiederholungsspiel

## Achtelfinale

### Italien – USA 7:1 (3:0)
| Italien                                                          | Italien | Vereinigte Staaten | Vereinigte Staaten |
| ---------------------------------------------------------------- | --- | --- | ------------------ |
| Italien                                                          | \| Achtelfinale \| \| So., 27. Mai 1934 um 16:30 Uhr in Rom (Stadio Nazionale del PNF) \| \| Zuschauer: 25.000 \| \| Schiedsrichter: René Mercet ( Schweiz) \| \| Spielbericht \|                                      | \| Achtelfinale \| \| So., 27. Mai 1934 um 16:30 Uhr in Rom (Stadio Nazionale del PNF) \| \| Zuschauer: 25.000 \| \| Schiedsrichter: René Mercet ( Schweiz) \| \| Spielbericht \|               | Vereinigte Staaten |
| Italien                                                          | Gianpiero Combi – Virginio Rosetta , Luigi Allemandi – Mario Pizziolo, Luis Monti, Luigi Bertolini – Anfilogino Guarisi, Giuseppe Meazza, Angelo Schiavio, Giovanni Ferrari, Raimundo Orsi Cheftrainer: Vittorio Pozzo | Julius Hjulian – Ed Czerkiewicz, George Moorhouse – Peter Pietras, Billy Gonsalves, Tom Florie – Francis Ryan, Werner Nilsen, Aldo Donelli, Walter Dick, Willie McLean Cheftrainer: David Gould | Vereinigte Staaten |
| Italien                                                          | 1:0 Schiavio (18.) 2:0 Orsi (20.) 3:0 Schiavio (29.) 4:1 Ferrari (63.) 5:1 Schiavio (64.) 6:1 Orsi (69.) 7:1 Meazza (89.)                                                                                              | 3:1 Donelli (57.) | Vereinigte Staaten |
| Italien                                                          | Das 5:1 war das 100. WM-Tor | | Vereinigte Staaten |
| Achtelfinale                                                     | | |                    |
| So., 27. Mai 1934 um 16:30 Uhr in Rom (Stadio Nazionale del PNF) | | |                    |
| Zuschauer: 25.000                                                | | |                    |
| Schiedsrichter: René Mercet ( Schweiz)                           | | |                    |
| Spielbericht                                                     | | |                    |

### Tschechoslowakei – Rumänien 2:1 (0:1)
| Tschechoslowakei                                               | Tschechoslowakei | Rumänien | Rumänien |
| -------------------------------------------------------------- | --- | --- | -------- |
| Tschechoslowakei                                               | \| Achtelfinale \| \| So., 27. Mai 1934 um 16:30 Uhr in Triest (Stadio del Littorio) \| \| Zuschauer: 9.000 \| \| Schiedsrichter: John Langenus ( Belgien) \| \| Spielbericht \|                       | \| Achtelfinale \| \| So., 27. Mai 1934 um 16:30 Uhr in Triest (Stadio del Littorio) \| \| Zuschauer: 9.000 \| \| Schiedsrichter: John Langenus ( Belgien) \| \| Spielbericht \|                                       | Rumänien |
| Tschechoslowakei                                               | František Plánička – Ladislav Ženíšek, Josef Čtyřoký – Josef Košťálek, Štefan Čambal, Rudolf Krčil – František Junek, Josef Silný, Jiří Sobotka, Oldřich Nejedlý, Antonín Puč Cheftrainer: Karel Petrů | William Zombory – Emerich Vogl , Gheorghe Albu – Vasile Deheleanu, Rudolf Kotormány, József Moravetz – Silviu Bindea, Nicolae Kovacs, Grațian Sepi, Iuliu Bodola, Ștefan Dobay Cheftrainer: Josef Uridil ( Österreich) | Rumänien |
| Tschechoslowakei                                               | 1:1 Puč (61.) 2:1 Nejedlý (73.) | 0:1 Dobay (37.) | Rumänien |
| Achtelfinale                                                   | | |          |
| So., 27. Mai 1934 um 16:30 Uhr in Triest (Stadio del Littorio) | | |          |
| Zuschauer: 9.000                                               | | |          |
| Schiedsrichter: John Langenus ( Belgien)                       | | |          |
| Spielbericht                                                   | | |          |

### Deutschland – Belgien 5:2 (1:2)
| Deutschland                                                       | Deutschland | Belgien | Belgien |
| ----------------------------------------------------------------- | --- | --- | ------- |
| Deutschland                                                       | \| Achtelfinale \| \| So., 27. Mai 1934 um 16:30 Uhr in Florenz (Stadio Giovanni Berta) \| \| Zuschauer: 8.000 \| \| Schiedsrichter: Francesco Mattea ( Königreich Italien) \| \| Spielbericht \|   | \| Achtelfinale \| \| So., 27. Mai 1934 um 16:30 Uhr in Florenz (Stadio Giovanni Berta) \| \| Zuschauer: 8.000 \| \| Schiedsrichter: Francesco Mattea ( Königreich Italien) \| \| Spielbericht \|                                    | Belgien |
| Deutschland                                                       | Willibald Kreß – Sigmund Haringer, Hans Schwartz – Paul Janes, Fritz Szepan , Paul Zielinski – Ernst Lehner, Karl Hohmann, Edmund Conen, Otto Siffling, Stanislaus Kobierski Cheftrainer: Otto Nerz | André Vandeweyer – Philibert Smellinckx, Constant Joacim – Frans Peeraer, Félix Welkenhuysen , Jean Claessens – François De Vries, Bernard Voorhoof, Jean Capelle, Laurent Grimmonprez, Albert Heremans Cheftrainer: Hector Goetinck | Belgien |
| Deutschland                                                       | 1:0 Kobierski (27.) 2:2 Siffling (47.) 3:2 Conen (66.) 4:2 Conen (69.) 5:2 Conen (85.) | 1:1 Voorhoof (32.) 1:2 Voorhoof (44.) | Belgien |
| Achtelfinale                                                      | | |         |
| So., 27. Mai 1934 um 16:30 Uhr in Florenz (Stadio Giovanni Berta) | | |         |
| Zuschauer: 8.000                                                  | | |         |
| Schiedsrichter: Francesco Mattea ( Königreich Italien)            | | |         |
| Spielbericht                                                      | | |         |

### Österreich – Frankreich 3:2 n.V. (1:1, 1:1)
| Österreich                                                        | Österreich | Frankreich | Frankreich |
| ----------------------------------------------------------------- | --- | --- | ---------- |
| Österreich                                                        | \| Achtelfinale \| \| So., 27. Mai 1934 um 16:30 Uhr in Turin (Stadio Benito Mussolini) \| \| Zuschauer: 16.000 \| \| Schiedsrichter: Joop van Moorsel ( Niederlande) \| \| Spielbericht \| | \| Achtelfinale \| \| So., 27. Mai 1934 um 16:30 Uhr in Turin (Stadio Benito Mussolini) \| \| Zuschauer: 16.000 \| \| Schiedsrichter: Joop van Moorsel ( Niederlande) \| \| Spielbericht \|                | Frankreich |
| Österreich                                                        | Peter Platzer – Franz Cisar, Karl Sesta – Franz Wagner, Josef Smistik , Johann Urbanek – Karl Zischek, Josef Bican, Matthias Sindelar, Anton Schall, Rudolf Viertl Cheftrainer: Hugo Meisl  | Alex Thépot – Jacques Mairesse, Étienne Mattler – Edmond Delfour, Georges Verriest, Noël Liétaer – Fritz Keller, Joseph Alcazar, Jean Nicolas, Roger Rio, Alfred Aston Cheftrainer: Sid Kimpton ( England) | Frankreich |
| Österreich                                                        | 1:1 Sindelar (34.) 2:1 Schall (100.) 3:1 Bican (112.) | 0:1 Nicolas (18.) 3:2 Verriest (117., Handelfmeter) | Frankreich |
| Achtelfinale                                                      | | |            |
| So., 27. Mai 1934 um 16:30 Uhr in Turin (Stadio Benito Mussolini) | | |            |
| Zuschauer: 16.000                                                 | | |            |
| Schiedsrichter: Joop van Moorsel ( Niederlande)                   | | |            |
| Spielbericht                                                      | | |            |

### Spanien – Brasilien 3:1 (3:0)
| Spanien                                                         | Spanien | Brasilien | Brasilien |
| --------------------------------------------------------------- | --- | --- | --------- |
| Spanien                                                         | \| Achtelfinale \| \| So., 27. Mai 1934 um 16:30 Uhr in Genua (Stadio Luigi Ferraris) \| \| Zuschauer: 21.000 \| \| Schiedsrichter: Alfred Birlem ( Deutschland) \| \| Spielbericht \|     | \| Achtelfinale \| \| So., 27. Mai 1934 um 16:30 Uhr in Genua (Stadio Luigi Ferraris) \| \| Zuschauer: 21.000 \| \| Schiedsrichter: Alfred Birlem ( Deutschland) \| \| Spielbericht \| | Brasilien |
| Spanien                                                         | Ricardo Zamora – Ciriaco, Jacinto Quincoces – Cilaurren, José Muguerza, Martín Marculeta – Lafuente, Iraragorri, Isidro Lángara, Simón Lecue, Gorostiza Cheftrainer: Amadeo García Salazar | Pedrosa – Sylvio Hoffmann, Luiz Luz – Tinoco, Martim , Armandinho – Canalli, Luisinho, Waldemar de Brito, Leônidas, Patesko Cheftrainer: Luís Vinhaes                                  | Brasilien |
| Spanien                                                         | 1:0 Iraragorri (17., Foulelfmeter) 2:0 Iraragorri (25.) 1 3:0 Lángara (28.) | 3:1 Leônidas (55.) | Brasilien |
| Spanien                                                         | Waldemar de Brito scheitert mit Foulelfmeter an Zamora (60.) | | Brasilien |
| Achtelfinale                                                    | | |           |
| So., 27. Mai 1934 um 16:30 Uhr in Genua (Stadio Luigi Ferraris) | | |           |
| Zuschauer: 21.000                                               | | |           |
| Schiedsrichter: Alfred Birlem ( Deutschland)                    | | |           |
| Spielbericht                                                    | | |           |

### Schweiz – Niederlande 3:2 (2:1)
| Schweiz                                                                   | Schweiz | Niederlande | Niederlande |
| ------------------------------------------------------------------------- | --- | --- | ----------- |
| Schweiz                                                                   | \| Achtelfinale \| \| So., 27. Mai 1934 um 16:30 Uhr in Mailand (Stadio Calcistico di San Siro) \| \| Zuschauer: 33.000 \| \| Schiedsrichter: Ivan Eklind ( Schweden) \| \| Spielbericht \|                                | \| Achtelfinale \| \| So., 27. Mai 1934 um 16:30 Uhr in Mailand (Stadio Calcistico di San Siro) \| \| Zuschauer: 33.000 \| \| Schiedsrichter: Ivan Eklind ( Schweden) \| \| Spielbericht \|                  | Niederlande |
| Schweiz                                                                   | Frank Séchehaye – Severino Minelli , Walter Weiler – Albert Guinchard, Fernand Jaccard, Ernst Hufschmid – Willy von Känel, Raymond Passello, Leopold Kielholz, André Abegglen, Giuseppe Bossi Cheftrainer: Heinrich Müller | Gejus van der Meulen – Mauk Weber, Sjef van Run – Henk Pellikaan, Wim Anderiesen, Puck van Heel – Frank Wels, Leen Vente, Beb Bakhuys, Kick Smit, Joop van Nellen Cheftrainer: Robert Glendenning ( England) | Niederlande |
| Schweiz                                                                   | 1:0 Kielholz (9.) 2:1 Kielholz (44.) 3:1 Abegglen (65.) | 1:1 Smit (29.) 3:2 Vente (69.) | Niederlande |
| Achtelfinale                                                              | | |             |
| So., 27. Mai 1934 um 16:30 Uhr in Mailand (Stadio Calcistico di San Siro) | | |             |
| Zuschauer: 33.000                                                         | | |             |
| Schiedsrichter: Ivan Eklind ( Schweden)                                   | | |             |
| Spielbericht                                                              | | |             |

### Schweden – Argentinien 3:2 (1:1)
| Schweden                                                      | Schweden | Argentinien | Argentinien |
| ------------------------------------------------------------- | --- | --- | ----------- |
| Schweden                                                      | \| Achtelfinale \| \| So., 27. Mai 1934 um 16:30 Uhr in Bologna (Stadio Littoriale) \| \| Zuschauer: 14.000 \| \| Schiedsrichter: Eugen Braun ( Österreich) \| \| Spielbericht \|                         | \| Achtelfinale \| \| So., 27. Mai 1934 um 16:30 Uhr in Bologna (Stadio Littoriale) \| \| Zuschauer: 14.000 \| \| Schiedsrichter: Eugen Braun ( Österreich) \| \| Spielbericht \|                                                         | Argentinien |
| Schweden                                                      | Anders Rydberg – Nils Axelsson, Sven Andersson – Rune Carlsson, Nils Rosén , Ernst Andersson – Gösta Dunker, Ragnar Gustavsson, Sven Jonasson, Tore Keller, Knut Kroon Cheftrainer: József Nagy ( Ungarn) | Héctor Freschi – Juan Pedevilla, Ernesto Belis – Constantino Urbieta, José Nehin , Arcadio López – Francisco Rúa, Federico Wilde, Alfredo Devincenzi, Alberto Galateo, Roberto Irañeta Cheftrainer: Felipe Pascucci ( Königreich Italien) | Argentinien |
| Schweden                                                      | 1:1 Jonasson (9.) 2:2 Jonasson (67.) 3:2 Kroon (80.) | 0:1 Belis (3.) 1:2 Galateo (50.) | Argentinien |
| Achtelfinale                                                  | | |             |
| So., 27. Mai 1934 um 16:30 Uhr in Bologna (Stadio Littoriale) | | |             |
| Zuschauer: 14.000                                             | | |             |
| Schiedsrichter: Eugen Braun ( Österreich)                     | | |             |
| Spielbericht                                                  | | |             |

### Ungarn – Ägypten 4:2 (2:1)
| Ungarn                                                              | Ungarn | Ägypten | Ägypten |
| ------------------------------------------------------------------- | --- | --- | ------- |
| Ungarn                                                              | \| Achtelfinale \| \| So., 27. Mai 1934 um 16:30 Uhr in Neapel (Stadio Giorgio Ascarelli) \| \| Zuschauer: 9.000 \| \| Schiedsrichter: Rinaldo Barlassina ( Königreich Italien) \| \| Spielbericht \| | \| Achtelfinale \| \| So., 27. Mai 1934 um 16:30 Uhr in Neapel (Stadio Giorgio Ascarelli) \| \| Zuschauer: 9.000 \| \| Schiedsrichter: Rinaldo Barlassina ( Königreich Italien) \| \| Spielbericht \|                             | Ägypten |
| Ungarn                                                              | Antal Szabó – Gyula Futó, László Sternberg – István Palotás, György Szűcs, Gyula Lázár – Imre Markos, Jenő Vincze, Pál Teleki, Géza Toldi, Gábor Szabó Cheftrainer: Ödön Nádas                        | Mustafa Mansour – Ali El-Kaf, Abdel Sharli – Hassan El-Far, Ismail Rafaat, Hassan Raghab – Mohamed Latif, Mahmoud Mokhtar El-Tetsh , Mostafa Kamel Taha, Abdulrahman Fawzi, Mohamed Helmy Cheftrainer: James McCrae ( Schottland) | Ägypten |
| Ungarn                                                              | 1:0 Teleki (9.) 2:0 Toldi (25.) 3:1 Vincze (54.) 4:1 Toldi (61.) | 2:1 Fawzi (27.) 4:2 Fawzi (67.) | Ägypten |
| Achtelfinale                                                        | | |         |
| So., 27. Mai 1934 um 16:30 Uhr in Neapel (Stadio Giorgio Ascarelli) | | |         |
| Zuschauer: 9.000                                                    | | |         |
| Schiedsrichter: Rinaldo Barlassina ( Königreich Italien)            | | |         |
| Spielbericht                                                        | | |         |

## Viertelfinale

### Tschechoslowakei – Schweiz 3:2 (1:1)
| Tschechoslowakei                                                  | Tschechoslowakei | Schweiz | Schweiz |
| ----------------------------------------------------------------- | --- | --- | ------- |
| Tschechoslowakei                                                  | \| Viertelfinale \| \| Do., 31. Mai 1934 um 16:30 Uhr in Turin (Stadio Benito Mussolini) \| \| Zuschauer: 12.000 \| \| Schiedsrichter: Alois Beranek ( Österreich) \| \| Spielbericht \|                     | \| Viertelfinale \| \| Do., 31. Mai 1934 um 16:30 Uhr in Turin (Stadio Benito Mussolini) \| \| Zuschauer: 12.000 \| \| Schiedsrichter: Alois Beranek ( Österreich) \| \| Spielbericht \|                           | Schweiz |
| Tschechoslowakei                                                  | František Plánička – Ladislav Ženíšek, Josef Čtyřoký – Josef Košťálek, Štefan Čambal, Rudolf Krčil – František Junek, František Svoboda, Jiří Sobotka, Oldřich Nejedlý, Antonín Puč Cheftrainer: Karel Petrů | Frank Séchehaye – Severino Minelli , Walter Weiler – Albert Guinchard, Fernand Jaccard, Ernst Hufschmid – Willy von Känel, Willy Jäggi, Leopold Kielholz, André Abegglen, Alfred Jäck Cheftrainer: Heinrich Müller | Schweiz |
| Tschechoslowakei                                                  | 1:1 Svoboda (36.) 2:1 Sobotka (55.) 3:2 Nejedly (84.) | 0:1 Kielholz (18.) 2:2 Jäggi (64.) | Schweiz |
| Viertelfinale                                                     | | |         |
| Do., 31. Mai 1934 um 16:30 Uhr in Turin (Stadio Benito Mussolini) | | |         |
| Zuschauer: 12.000                                                 | | |         |
| Schiedsrichter: Alois Beranek ( Österreich)                       | | |         |
| Spielbericht                                                      | | |         |

### Deutschland – Schweden 2:1 (0:0)
| Deutschland                                                               | Deutschland | Schweden | Schweden |
| ------------------------------------------------------------------------- | --- | --- | -------- |
| Deutschland                                                               | \| Viertelfinale \| \| Do., 31. Mai 1934 um 16:30 Uhr in Mailand (Stadio Calcistico di San Siro) \| \| Zuschauer: 3.000 \| \| Schiedsrichter: Rinaldo Barlassina ( Königreich Italien) \| \| Spielbericht \| | \| Viertelfinale \| \| Do., 31. Mai 1934 um 16:30 Uhr in Mailand (Stadio Calcistico di San Siro) \| \| Zuschauer: 3.000 \| \| Schiedsrichter: Rinaldo Barlassina ( Königreich Italien) \| \| Spielbericht \| | Schweden |
| Deutschland                                                               | Willibald Kreß – Sigmund Haringer, Willy Busch – Rudolf Gramlich, Fritz Szepan , Paul Zielinski – Ernst Lehner, Karl Hohmann, Edmund Conen, Otto Siffling, Stanislaus Kobierski Cheftrainer: Otto Nerz       | Anders Rydberg – Nils Axelsson, Sven Andersson – Rune Carlsson, Nils Rosén , Ernst Andersson – Gösta Dunker, Sven Jonasson, Ragnar Gustavsson, Tore Keller, Knut Kroon Cheftrainer: József Nagy ( Ungarn)    | Schweden |
| Deutschland                                                               | 1:0 Hohmann (57.) 2:0 Hohmann (74.) | 2:1 Dunker (85.) | Schweden |
| Viertelfinale                                                             | | |          |
| Do., 31. Mai 1934 um 16:30 Uhr in Mailand (Stadio Calcistico di San Siro) | | |          |
| Zuschauer: 3.000                                                          | | |          |
| Schiedsrichter: Rinaldo Barlassina ( Königreich Italien)                  | | |          |
| Spielbericht                                                              | | |          |

### Österreich – Ungarn 2:1 (1:0)
| Österreich                                                    | Österreich | Ungarn | Ungarn |
| ------------------------------------------------------------- | --- | --- | ------ |
| Österreich                                                    | \| Viertelfinale \| \| Do., 31. Mai 1934 um 16:30 Uhr in Bologna (Stadio Littoriale) \| \| Zuschauer: 23.000 \| \| Schiedsrichter: Francesco Mattea ( Königreich Italien) \| \| Spielbericht \| | \| Viertelfinale \| \| Do., 31. Mai 1934 um 16:30 Uhr in Bologna (Stadio Littoriale) \| \| Zuschauer: 23.000 \| \| Schiedsrichter: Francesco Mattea ( Königreich Italien) \| \| Spielbericht \| | Ungarn |
| Österreich                                                    | Peter Platzer – Franz Cisar, Karl Sesta – Franz Wagner, Josef Smistik, Johann Urbanek – Karl Zischek, Josef Bican, Matthias Sindelar, Johann Horvath , Rudolf Viertl Cheftrainer: Hugo Meisl    | Antal Szabó – József Vágó, László Sternberg – István Palotás, György Szücs, Antal Szalay – Imre Markos, István Avar, György Sárosi, Géza Toldi, Tibor Kemény Cheftrainer: Ödön Nádas            | Ungarn |
| Österreich                                                    | 1:0 Horvath (27.) 2:0 Zischek (71.) | 2:1 Sarosi (80., Foulelfmeter) | Ungarn |
| Österreich                                                    | Platzverweis: Markos (61.) | | Ungarn |
| Viertelfinale                                                 | | |        |
| Do., 31. Mai 1934 um 16:30 Uhr in Bologna (Stadio Littoriale) | | |        |
| Zuschauer: 23.000                                             | | |        |
| Schiedsrichter: Francesco Mattea ( Königreich Italien)        | | |        |
| Spielbericht                                                  | | |        |

### Italien – Spanien 1:1 n.V. (1:1, 1:1)
| Italien                                                           | Italien | Spanien | Spanien |
| ----------------------------------------------------------------- | --- | --- | ------- |
| Italien                                                           | \| Viertelfinale \| \| Do., 31. Mai 1934 um 16:30 Uhr in Florenz (Stadio Giovanni Berta) \| \| Zuschauer: 35.000 \| \| Schiedsrichter: Louis Baert ( Belgien) \| \| Spielbericht \|                                   | \| Viertelfinale \| \| Do., 31. Mai 1934 um 16:30 Uhr in Florenz (Stadio Giovanni Berta) \| \| Zuschauer: 35.000 \| \| Schiedsrichter: Louis Baert ( Belgien) \| \| Spielbericht \| | Spanien |
| Italien                                                           | Gianpiero Combi – Eraldo Monzeglio, Luigi Allemandi – Mario Pizziolo, Luis Monti, Armando Castellazzi – Enrique Guaita, Giuseppe Meazza, Angelo Schiavio, Giovanni Ferrari, Raimundo Orsi Cheftrainer: Vittorio Pozzo | Ricardo Zamora – Ciriaco, Jacinto Quincoces – Cilaurren, José Muguerza, Fede – Lafuente, Iraragorri, Luis Regueiro, Isidro Lángara, Gorostiza Cheftrainer: Amadeo García Salazar    | Spanien |
| Italien                                                           | 1:1 Ferrari (45.) | 0:1 Regueiro (31.) | Spanien |
| Viertelfinale                                                     | | |         |
| Do., 31. Mai 1934 um 16:30 Uhr in Florenz (Stadio Giovanni Berta) | | |         |
| Zuschauer: 35.000                                                 | | |         |
| Schiedsrichter: Louis Baert ( Belgien)                            | | |         |
| Spielbericht                                                      | | |         |

#### Italien – Spanien 1:0 (1:0)
| Italien                                                           | Italien | Spanien | Spanien |
| ----------------------------------------------------------------- | --- | --- | ------- |
| Italien                                                           | \| Wiederholungsspiel \| \| Fr., 1. Juni 1934 um 16:30 Uhr in Florenz (Stadio Giovanni Berta) \| \| Zuschauer: 43.000 \| \| Schiedsrichter: René Mercet ( Schweiz) \| \| Spielbericht \|                        | \| Wiederholungsspiel \| \| Fr., 1. Juni 1934 um 16:30 Uhr in Florenz (Stadio Giovanni Berta) \| \| Zuschauer: 43.000 \| \| Schiedsrichter: René Mercet ( Schweiz) \| \| Spielbericht \|           | Spanien |
| Italien                                                           | Gianpiero Combi – Eraldo Monzeglio, Luigi Allemandi – Attilio Ferraris, Luis Monti, Luigi Bertolini – Enrique Guaita, Giuseppe Meazza, Felice Borel, Attilio Demaría, Raimundo Orsi Cheftrainer: Vittorio Pozzo | Juan José Nogués – Zabalo, Jacinto Quincoces – Cilaurren, José Muguerza, Simón Lecue – Martí Ventolrà, Luis Regueiro, Guillermo Campanal, Chacho, Crisant Bosch Cheftrainer: Amadeo García Salazar | Spanien |
| Italien                                                           | 1:0 Meazza (12.) | 3 Spieler schieden verletzt aus | Spanien |
| Italien                                                           | 2 Elfmeter und 2 reguläre Tore der Spanier nicht anerkannt | | Spanien |
| Wiederholungsspiel                                                | | |         |
| Fr., 1. Juni 1934 um 16:30 Uhr in Florenz (Stadio Giovanni Berta) | | |         |
| Zuschauer: 43.000                                                 | | |         |
| Schiedsrichter: René Mercet ( Schweiz)                            | | |         |
| Spielbericht                                                      | | |         |

## Halbfinale

### Tschechoslowakei – Deutschland 3:1 (1:0)
| Tschechoslowakei                                                 | Tschechoslowakei | Deutschland | Deutschland |
| ---------------------------------------------------------------- | --- | --- | ----------- |
| Tschechoslowakei                                                 | \| Halbfinale \| \| So., 3. Juni 1934 um 16:30 Uhr in Rom (Stadio Nazionale del PNF) \| \| Zuschauer: 15.000 \| \| Schiedsrichter: Rinaldo Barlassina ( Königreich Italien) \| \| Spielbericht \|          | \| Halbfinale \| \| So., 3. Juni 1934 um 16:30 Uhr in Rom (Stadio Nazionale del PNF) \| \| Zuschauer: 15.000 \| \| Schiedsrichter: Rinaldo Barlassina ( Königreich Italien) \| \| Spielbericht \|   | Deutschland |
| Tschechoslowakei                                                 | František Plánička – Jaroslav Burgr, Josef Čtyřoký – Josef Košťálek, Štefan Čambal, Rudolf Krčil – František Junek, František Svoboda, Jiří Sobotka, Oldřich Nejedlý, Antonín Puč Cheftrainer: Karel Petrů | Willibald Kreß – Sigmund Haringer, Willy Busch – Paul Zielinski, Fritz Szepan , Jakob Bender – Ernst Lehner, Otto Siffling, Edmund Conen, Rudolf Noack, Stanislaus Kobierski Cheftrainer: Otto Nerz | Deutschland |
| Tschechoslowakei                                                 | 1:0 Nejedly (19.) 2:1 Nejedly (71.) 3:1 Nejedly (80.) | 1:1 Noack (62.) | Deutschland |
| Halbfinale                                                       | | |             |
| So., 3. Juni 1934 um 16:30 Uhr in Rom (Stadio Nazionale del PNF) | | |             |
| Zuschauer: 15.000                                                | | |             |
| Schiedsrichter: Rinaldo Barlassina ( Königreich Italien)         | | |             |
| Spielbericht                                                     | | |             |

### Italien – Österreich 1:0 (1:0)
| Italien                                                                   | Italien | Österreich | Österreich |
| ------------------------------------------------------------------------- | --- | --- | ---------- |
| Italien                                                                   | \| Halbfinale \| \| So., 3. Juni 1934 um 16:30 Uhr in Mailand (Stadio Calcistico di San Siro) \| \| Zuschauer: 35.000 \| \| Schiedsrichter: Ivan Eklind ( Schweden) \| \| Spielbericht \|                           | \| Halbfinale \| \| So., 3. Juni 1934 um 16:30 Uhr in Mailand (Stadio Calcistico di San Siro) \| \| Zuschauer: 35.000 \| \| Schiedsrichter: Ivan Eklind ( Schweden) \| \| Spielbericht \|  | Österreich |
| Italien                                                                   | Gianpiero Combi – Eraldo Monzeglio, Luigi Allemandi – Attilio Ferraris, Luis Monti, Luigi Bertolini – Enrique Guaita, Giuseppe Meazza, Angelo Schiavio, Giovanni Ferrari, Raimundo Orsi Cheftrainer: Vittorio Pozzo | Peter Platzer – Franz Cisar, Karl Sesta – Franz Wagner, Josef Smistik , Johann Urbanek – Karl Zischek, Josef Bican, Matthias Sindelar, Anton Schall, Rudolf Viertl Cheftrainer: Hugo Meisl | Österreich |
| Italien                                                                   | 1:0 Guaita (19.) | | Österreich |
| Halbfinale                                                                | | |            |
| So., 3. Juni 1934 um 16:30 Uhr in Mailand (Stadio Calcistico di San Siro) | | |            |
| Zuschauer: 35.000                                                         | | |            |
| Schiedsrichter: Ivan Eklind ( Schweden)                                   | | |            |
| Spielbericht                                                              | | |            |

## Spiel um Platz 3

### Deutschland – Österreich 3:2 (3:1)
| Deutschland                                                         | Deutschland | Österreich | Österreich |
| ------------------------------------------------------------------- | --- | --- | ---------- |
| Deutschland                                                         | \| Spiel um Platz 3 \| \| Do., 7. Juni 1934 um 18:00 Uhr in Neapel (Stadio Giorgio Ascarelli) \| \| Zuschauer: 7.000 \| \| Schiedsrichter: Albino Carraro ( Königreich Italien) \| \| Spielbericht \| | \| Spiel um Platz 3 \| \| Do., 7. Juni 1934 um 18:00 Uhr in Neapel (Stadio Giorgio Ascarelli) \| \| Zuschauer: 7.000 \| \| Schiedsrichter: Albino Carraro ( Königreich Italien) \| \| Spielbericht \| | Österreich |
| Deutschland                                                         | Hans Jakob – Paul Janes, Willy Busch – Paul Zielinski, Reinhold Münzenberg, Jakob Bender – Ernst Lehner, Otto Siffling, Edmund Conen, Fritz Szepan , Matthias Heidemann Cheftrainer: Otto Nerz        | Peter Platzer – Franz Cisar, Karl Sesta – Franz Wagner, Josef Smistik, Johann Urbanek – Karl Zischek, Georg Braun, Josef Bican, Johann Horvath , Rudolf Viertl Cheftrainer: Hugo Meisl                | Österreich |
| Deutschland                                                         | 1:0 Lehner (1.) 2:0 Conen (29.) 3:1 Lehner (42.) | 2:1 Horvath (30.) 3:2 Sesta (55.) | Österreich |
| Spiel um Platz 3                                                    | | |            |
| Do., 7. Juni 1934 um 18:00 Uhr in Neapel (Stadio Giorgio Ascarelli) | | |            |
| Zuschauer: 7.000                                                    | | |            |
| Schiedsrichter: Albino Carraro ( Königreich Italien)                | | |            |
| Spielbericht                                                        | | |            |

## Finale

### Italien – Tschechoslowakei 2:1 n.V. (1:1, 0:0)
| Italien                                                           | Italien | Tschechoslowakei | Tschechoslowakei | Aufstellung                                |
| ----------------------------------------------------------------- | --- | --- | ---------------- | ------------------------------------------ |
| Italien                                                           | \| Finale \| \| So., 10. Juni 1934 um 17:30 Uhr in Rom (Stadio Nazionale del PNF) \| \| Zuschauer: 55.000 \| \| Schiedsrichter: Ivan Eklind ( Schweden) \| \| Spielbericht \|                                       | \| Finale \| \| So., 10. Juni 1934 um 17:30 Uhr in Rom (Stadio Nazionale del PNF) \| \| Zuschauer: 55.000 \| \| Schiedsrichter: Ivan Eklind ( Schweden) \| \| Spielbericht \|                                | Tschechoslowakei | Aufstellung Italien gegen Tschechoslowakei |
| Italien                                                           | Gianpiero Combi – Eraldo Monzeglio, Luigi Allemandi – Attilio Ferraris, Luis Monti, Luigi Bertolini – Enrique Guaita, Giuseppe Meazza, Angelo Schiavio, Giovanni Ferrari, Raimundo Orsi Cheftrainer: Vittorio Pozzo | František Plánička – Ladislav Ženíšek, Josef Čtyřoký – Josef Košťálek, Štefan Čambal, Rudolf Krčil – František Junek, František Svoboda, Jiří Sobotka, Oldřich Nejedlý, Antonín Puč Cheftrainer: Karel Petrů | Tschechoslowakei | Aufstellung Italien gegen Tschechoslowakei |
| Italien                                                           | 1:1 Orsi (81.) 2:1 Schiavio (96.) | 0:1 Puč (76.) | Tschechoslowakei | Aufstellung Italien gegen Tschechoslowakei |
| Finale                                                            | | |                  |                                            |
| So., 10. Juni 1934 um 17:30 Uhr in Rom (Stadio Nazionale del PNF) | | |                  |                                            |
| Zuschauer: 55.000                                                 | | |                  |                                            |
| Schiedsrichter: Ivan Eklind ( Schweden)                           | | |                  |                                            |
| Spielbericht                                                      | | |                  |                                            |